# Liste des sénateurs du Territoire de Belfort
Cet article dresse la liste des sénateurs du Territoire de Belfort, département français actuellement représenté au Sénat par un unique siège. Depuis 2014, le siège est détenu par Cédric Perrin (LR).

## VeRépublique(depuis 1958)
| Période          | Période          | Sénateur                | Parti | Parti    | Groupe | Groupe   |
| ---------------- | ---------------- | ----------------------- | ----- | -------- | ------ | -------- |
| 26 avril 1959    | 1er octobre 1971 | Marcel Boulangé         |       | SFIO, PS |        | SOC      |
| 1er octobre 1971 | 2 novembre 1971  | Jean Bailly             |       | UDR      |        | UDR      |
| 3 novembre 1971  | 1er octobre 1980 | Bernard Talon           |       | UDR, RPR |        | UDR, RPR |
| 1er octobre 1980 | 7 septembre 2008 | Michel Dreyfus-Schmidt  |       | PS       |        | SOC      |
| 8 septembre 2008 | 1er octobre 2008 | Yves Ackermann          |       | PS       |        | SOC      |
| 1er octobre 2008 | 1er octobre 2014 | Jean-Pierre Chevènement |       | MRC      |        | RDSE     |
| 1er octobre 2014 | en cours         | Cédric Perrin           |       | UMP, LR  |        | UMP, LR  |

## IVeRépublique(1946-1958)
| Période         | Période         | Sénateur        | Parti | Parti | Groupe | Groupe |
| --------------- | --------------- | --------------- | ----- | ----- | ------ | ------ |
| 8 décembre 1946 | 7 novembre 1948 | Henri Dorey     |       | MRP   |        | MRP    |
| 7 novembre 1948 | 26 avril 1959   | Marcel Boulangé |       | SFIO  |        | SOC    |

## IIIeRépublique(1870-1940)

### De 1936 à 1940
élections générales des 9 janvier 1927 et 14 janvier 1936 :
- Louis Viellard

### De 1920 à 1927
élections générales du 11 janvier 1920 :
- Laurent Thiery

### De 1909 à 1920
élections générales du 3 janvier 1909 :
- Philippe Berger, mort en cours de mandat et remplacé le 19 mai 1912 par Laurent Thiery

### De 1900 à 1909
élections générales du 28 janvier 1900 :
- Frédéric-Pierre Japy, mort en cours de mandat et remplacé le 15 mai 1904 par Philippe Berger

### De 1891 à 1900
élections générales du 4 janvier 1891 :
- Charles Fréry, mort en cours de mandat et remplacé le 2 août 1891 par Frédéric-Pierre Japy

### De 1882 à 1891
élections générales du 8 janvier 1882 :
- François Viellard-Migeon, mort en cours de mandat et remplacé le 2 janvier 1887 par Charles Fréry

### De 1876 à 1882
élections générales du 30 janvier 1876 :
- Adolphe Thiers, qui démissionne et est remplacé le 11 juin 1876 par François Viellard-Migeon